# I'm Gonna Love You Too (Blondie)
I'm Gonna Love You Too è un singolo del gruppo musicale statunitense Blondie, pubblicato come estratto dall'album Parallel Lines; negli Stati Uniti sul retro venne inserito il brano Just Go Away, in Europa invece fu inserito Fan Mail, non inserito nell'LP.

## Descrizione
Il lato A è una cover di I'm Gonna Love You Too, brano musicale scritto da Joe B. Mauldin, Niki Sullivan e Norman Petty, originariamente registrato e pubblicato da Buddy Holly nel 1957.

## Tracce versione US (Chrysalis, CHS 2251)
1. I'm Gonna Love You Too
2. Just Go Away

## Tracce versione Europa (Chrysalis, 15 729)
1. I'm Gonna Love You Too
2. Fan Mail